# Bachořci
Bachořci (Entodiniomorphida) patří do řádu prvoků; zahrnují symbiotické resp. komenzální nálevníky vyskytující se v trávicím traktu býložravých savců. Jejich jednobuněčné tělo je pokryté krunýřem s výraznými hroty. Živí se bakteriemi, podílejí na trávení celulózy a pro své hostitele jsou doplňkovým zdrojem bílkovin. Rody Entodinium, Epidinium a Ophryoscolex se vyskytují v předžaludku přežvýkavců. Jejich počty jsou ukazatelem stavu bachorového ekosystému a využívají se k diagnostice poruch trávení.